# Algas del hielo
Las algas del hielo son los diversos tipos de comunidades de algas que habitan en hielo anual, muti anual o terrestre. En el hielo marino de las regiones polares de los océanos, las comunidades de algas marinas desempeñan un rol importante en la producción primaria de nutrientes. El momento de las proliferaciones de las algas es especialmente importante para soportar niveles tróficos más altos en épocas del año cuando la luz es baja y la capa de hielo aún existe. Las comunidades de algas marinas se concentran principalmente en la capa inferior del hielo, pero también pueden ocurrir en salmuera dentro del hielo, en estanques de derretimiento y en la superficie.
Debido a que las algas de hielo terrestres se encuentran en sistemas de agua dulce, la composición de las especies difiere mucho de la de las algas de hielo marino. Estas comunidades son importantes porque a menudo cambian el color de los glaciares y las capas de hielo, lo que afecta la reflectividad del hielo.
Las algas de hielo son organismos autótrofos, microscópicos. Estas algas juegan un papel ecológico fundamental en las regiones polares al formar parte de la base de la red alimenticia marina y contribuir significativamente a la producción primaria en ambientes helados. Cambios en el hielo, como debilidad, estructura cristalina, salinidad, porosidad y densidad, son factores importantes que influyen en el desarrollo y distribución de estas algas.

## Tipos de comunidades
Las comunidades de algas de hielo se dividen en tres tipos principales, según su ubicación dentro o sobre el hielo marino:

#### Comunidades superficiales
- Se desarrollan sobre la superficie del hielo, expuestas directamente a las condiciones atmosféricas.

#### Comunidades interiores
- Se encuentran dentro del hielo, distribuidas en diferentes microhábitats:
  - Difusos: Algas dispersas por todo el hielo sin una estructura definida.
  - Canales de salmuera: Algas ubicadas en los canales de drenaje que se forman cuando se libera salmuera durante la formación del hielo marino.
  - Bandas: Grumos gruesos de algas que crecen dentro del hielo del primer año.

##### Comunidades del fondo
- Se desarrollan en la parte inferior del hielo, divididas en dos subtipos:
  - Intersticiales: Se ubican entre los cristales de hielo, dominadas por diatomeas móviles y formas planctónicas.

Sub-hielo: Flotan justo debajo de la base del hielo, sostenidas por polisacáridos exudados por las propias algas.

## Fisiología y adaptaciones
Las algas de hielo presentan una serie de adaptaciones fisiológicas que les permiten sobrevivir en ambientes extremos:
- Pueden vivir en condiciones cercanas a 0 °C, con altos niveles de irradiancia en zonas expuestas, y bajos niveles de luz bajo las copas de árboles o bajo la nieve.
- Toleran pH ácido, baja conductividad eléctrica y desecación después del deshielo.
- La mayoría de estas algas crecen en ambientes de pH ácido, muy pocas especies toleran pH neutro o básico.
- Algunas algas que habitan en canales de salmuera secretan osmolitos, como el dimetilsulfoniopropionato (DMSP), que les permiten sobrevivir tanto en condiciones de elevada salinidad durante el invierno como en baja salinidad durante la primavera y el verano.

Las diatomeas producen sustancias poliméricas extracelulares (EPS), lo que permite modificar la estructura del hielo y aumentar su habitabilidad para otros organismos. 

## Pigmentación y coloración de la nieve
El color y su intensidad en la nieve están directamente relacionados con la composición pigmentaria y la densidad poblacional de las algas presentes:
- Cuando predominan las clorofilas, la nieve aparece de color verde.
- Cuando predominan los carotenoides primarios, como la fucoxantina, la nieve adquiere un color marrón dorado.

Es importante destacar que, incluso en ausencia visible de color, las algas pueden estar presentes en la nieve o hielo.

## Algas de hielo marino

### Adaptaciones al entorno del hielo marino
La vida microbiana en el hielo marino es extremadamente diversa. Las especies dominantes varían según la ubicación, el tipo de hielo y la irradiancia. En general, las diatomeas pennadas tales como Nitschia frigida (en el Ártico) y Fragilariopsis (en la Antártida) tienden a ser las especies dominantes. Melosira arctica, que forma filamentos de hasta un metro de longitud unidos al fondo del hielo, también está muy extendida en el Ártico y es una importante fuente de alimento para las especies marinas. Las comunidades de algas marinas se encuentran a todo lo ancho de la capa de hielo marino. Las algas se abren paso en el hielo marino del agua del océano durante la formación del hielo frazil, la primera etapa de formación de hielo marino, cuando los cristales de hielo recién formados ascienden a la superficie, trayendo consigo microalgas, protistas y bacterias. Las algas se pueden encontrar en los canales de salmuera que se forman cuando el agua de mar se congela y crea una matriz de diminutas venas y poros que contienen salmuera concentrada y burbujas de aire.
Las comunidades de algas de hielo marino también pueden desarrollarse en la superficie del hielo, en la superficie de charcas de derretimiento, y en capas donde el hielo ha arrastrado material aluvional sobre si. En las charcas de derretimiento, los tipos de algas que prevalecen varían dependiendo según el nivel de salinidad de la charca, registrándose una mayor concentración de diatomeas en charcas de derretimiento con niveles de salinidad más elevados. Debido a su adaptación a condiciones de bajos niveles de luz, la presencia de algas del hielo se encuentra en gran medida limitada por la disponibilidad de nutriente. Las concentraciones más elevadas se encuentran en la base del hielo porque la porosidad del hielo permite la infiltración de nutrientes desde el agua de mar.
Para sobrevivir en el medio ambiente agreste del hielo marino, los organismos deben ser capaces de soportar variaciones extremas de salinidad, temperatura, y radiación solar. Las algas que viven en los canales de salmuera pueden secretar osmolitos, tales como dimetilsulfoniopropionato (DMSP), que les permiten sobrevivir en las condiciones de elevada salinidad de los canales luego de la formación de hielo durante el invierno, como también los bajos niveles de salinidad cuando el agua de deshielo escurre por los canales durante la primavera y el verano.
Algunas especies de algas del hielo secretan proteínas afines al hielo (IBP) tal como una substancia extracelular polimérica gelatinosa (EPS) para proteger a las membranas celulares de sufrir daños por crecimiento de cristales y los ciclos de congelamiento descongelamiento. El EPS altera la microestructura del hielo y crea un hábitat para proliferaciones ulteriores. Las algas de superficie producen pigmentos especiales para prevenir el daño producto de las exposición a niveles dañinos de radiación ultravioleta. Concentraciones más altas de pigmentos de xantofila actúan como un protector solar que protege las algas de hielo del fotodaño cuando están expuestas a niveles dañinos de radiación ultravioleta durante la transición del hielo a las condiciones durante la primavera. Se ha determinado que las algas bajo hielo grueso muestran algunas de las adaptaciones más extremas conocidas para medios con poca luz. La eficiencia extrema en la utilización de la luz permite que las algas de hielo marino acumulen biomasa rápidamente cuando las condiciones de luz mejoran al inicio de la primavera.

### Rol en el ecosistema
Las algas del hielo poseen un rol crítico en la producción primaria y son parte de la base de la red polar de alimento al convertir el dióxido de carbono y los nutrientes inorgánicos en oxígeno y materia orgánica mediante fotosíntesis en la parte superior de los océanos tanto en proximidades del Ártico como de la Antártida. En el Ártico, se estima que la contribución de las algas del hielo marino al total de la producción primaria representa entre el 3 al 25%, y hasta el 50 al 57% en las regiones Árticas del extremo norte. Las algas del hielo marino acumulan bomasa con rapidez, a menudo en la base del hielo marino, y crecen formando mantas de algas que son consumidas por anfípodos tales como krill y copépodos. Estos organismos finalmente son consumidos por peces, ballenas, pingüinos, y delfines.  Cuando las comunidades de algas del hielo marino se desprenden del hielo marino las mismas son consumidas por herbívoros pelágicos, tales como zooplancton, al irse asentando hacia el fondo del mar y por invertebrados bénticos en el suelo marino.  Las algas del hielo marino son un alimento rico en ácidos grasos poli nosaturado y otros ácidos grasos esenciales, y son los productores exclusivos de ciertos ácidos grasos omega 3 esenciales que son importantes para la producción de huevos de copépodos, eclosión de huevos y crecimiento del zooplancton. 

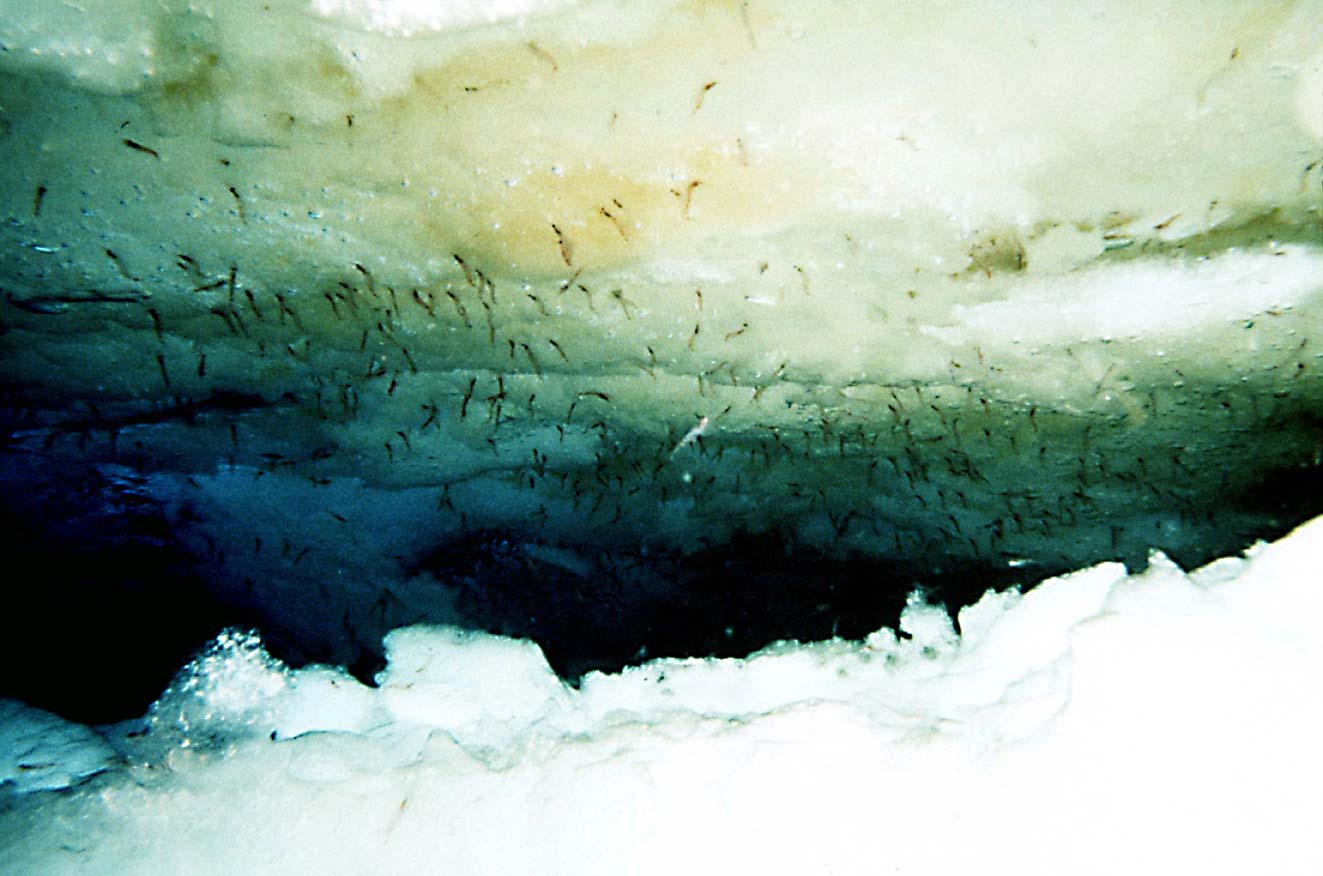
La cara inferior del pack de hielo en la Antártida con su coloración verde - krill antártico alimentándose de las algas adheridas al hielo.

#### Variaciones temporales
El momento en que proliferan las algas del hielo marino tiene un impacto significativo en todo el ecosistema. La iniciación de la proliferación es controlada principalmente por el retorno del sol en la primavera (es decir, el ángulo solar). Debido a esto, la proliferación de las algas del hielo generalmente ocurre antes de las proliferaciones del fitoplancton pelágico, que requieren niveles más altos de luz y agua más cálida. Al comienzo de la temporada, antes del derretimiento del hielo, las algas del hielo marino constituyen una importante fuente de alimento para los niveles tróficos superiores. Sin embargo, el porcentaje total de contribución de las algas del hielo marino a la producción primaria de un ecosistema determinado depende en gran medida de la extensión de la capa de hielo. El espesor de nieve sobre el hielo marino también afecta el momento y la magnitud de las algas del hielo al alterar la transmisión de la luz. Esta sensibilidad a la cubierta de nieve y hielo tiene el potencial de causar un desajuste entre los depredadores y sus fuentes de alimento, las algas marinas, en el ecosistema. Este ajuste / desajuste se ha observado en diversos sistemas. Se han visto ejemplos en la relación entre las especies de zooplancton, que dependen de las algas de hielo marino y el fitoplancton como alimento, y los juveniles del abadejo de Alaska en el mar de Bering.

## Algas glaciares
A diferencia de las algas de hielo marino, las algas glaciares son microorganismos extremófilos que habitan en la superficie de glaciares y mantos de hielo terrestres. Estas algas no solo sobreviven en uno de los ambientes más hostiles de la Tierra, sino que también juegan un papel activo en el cambio climático al acelerar el derretimiento del hielo.

### El efecto de oscurecimiento y la retroalimentación del albedo
El impacto más significativo de las algas glaciares es su capacidad para reducir el albedo (la reflectividad) de la superficie del hielo. Estas algas producen pigmentos oscuros, como la purpurogalina, para protegerse de la intensa radiación ultravioleta y la luz solar. Estos pigmentos hacen que la superficie del glaciar se oscurezca, pasando de ser blanca y reflectante a un color más oscuro y absorbente.
Este oscurecimiento provoca un ciclo de retroalimentación positiva conocido como retroalimentación biológica del albedo:
1. Las algas crecen en la superficie del hielo.
2. Sus pigmentos oscuros hacen que el hielo absorba más energía solar en lugar de reflejarla.
3. El aumento de la absorción de energía acelera el derretimiento de la superficie del hielo.
4. El agua líquida resultante del derretimiento crea un hábitat aún más favorable para el crecimiento de más algas.
5. El ciclo se repite y se intensifica, acelerando aún más el derretimiento general del glaciar.[21]

Este fenómeno es particularmente visible en la "zona oscura" del manto de hielo de Groenlandia, una vasta área donde las proliferaciones masivas de algas glaciares son uno de los principales impulsores de la reducción del albedo y, por lo tanto, del derretimiento superficial del hielo.

### Especies dominantes y su origen
A pesar de la diversidad de hábitats glaciares en todo el mundo, las comunidades de algas glaciares muestran una baja diversidad y están típicamente dominadas por solo tres especies principales, todas pertenecientes al grupo de las Streptophyta:
- Ancylonema nordenskiöldii (filamentosa)
- Mesotaenium berggrenii (unicelular)
- Cylindrocystis brebissonii (unicelular)

Filogenéticamente, estas algas son de gran interés científico porque pertenecen a la familia Zygnematophyceae, considerada el grupo hermano de todas las plantas terrestres modernas. Esto sugiere que los ancestros de las plantas terrestres podrían haber evolucionado en ambientes expuestos y estresantes, como las superficies glaciares, desarrollando adaptaciones a la desecación y la alta radiación que más tarde les permitirían colonizar la tierra firme.

### Implicaciones futuras en un clima más cálido
En un escenario de calentamiento global, se espera que el papel de las algas glaciares se intensifique. A medida que las temperaturas aumentan, las temporadas de derretimiento se alargan y las zonas de nieve que cubren el hielo glaciar se retiran antes. Esto expone áreas de hielo más grandes y durante más tiempo, creando hábitats más extensos para la colonización de las algas.
El aumento de estas proliferaciones podría amplificar significativamente la retroalimentación biológica del albedo, contribuyendo a una tasa de derretimiento de los glaciares y mantos de hielo aún más rápida de lo previsto por los modelos climáticos que no incluyen estos efectos biológicos. Dado que el derretimiento del manto de hielo de Groenlandia es el mayor contribuyente individual al aumento del nivel del mar, la actividad de estas algas representa un componente importante y aún subestimado en las proyecciones futuras del cambio climático.